# Балтийский вокзал (Санкт-Петербург)
Балти́йский вокза́л — один из вокзалов Санкт-Петербурга. Расположен на территории Адмиралтейского района на площади Балтийского вокзала по адресу: набережная Обводного канала, 120.

## История

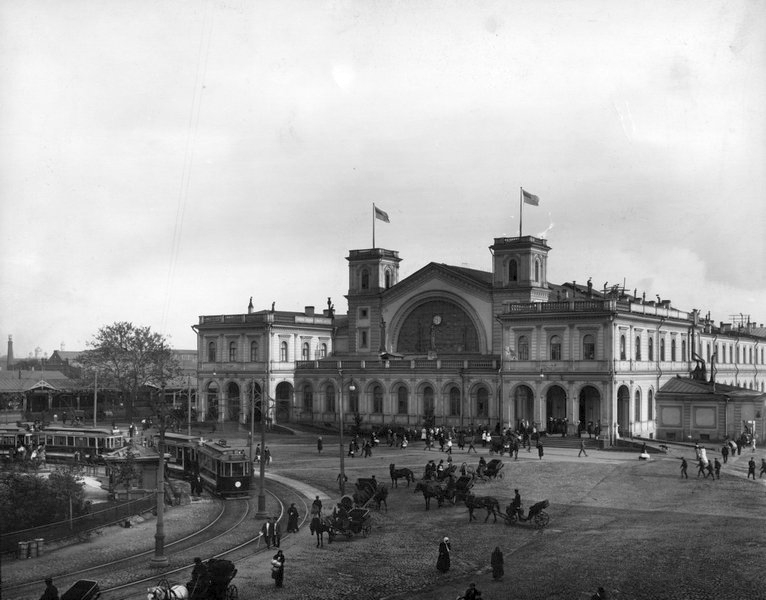
Здание до возведения павильона метро

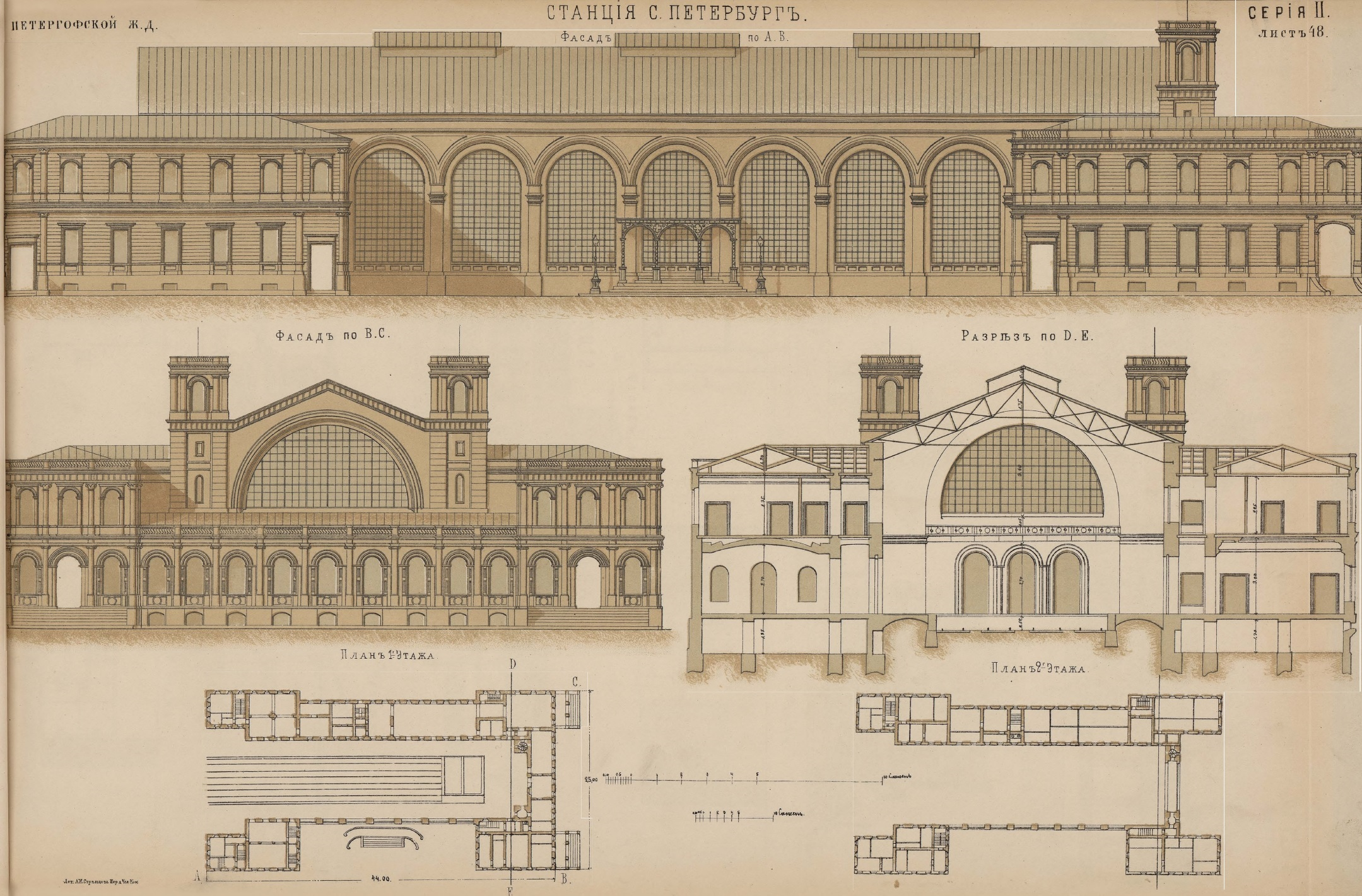
Чертёж вокзала конца XIX века

В 1853 году барон Штиглиц совместно с бароном Фелейзином занялся постройкой частной железной дороги из Петербурга в Петергоф. Вокзал был построен для этой железной дороги и до 1872 года назывался Петергофским. Движение поездов с вокзала открыто 21 июля 1857 года. В 1860—1870 годах частная Петергофская железная дорога была соединена новой линией с Красным Селом, а через него по Балтийской железной дороге — с Гатчиной, Нарвой, Ревелем (ныне Таллин) и Балтийским Портом (ныне Палдиски). 19 декабря 1872 года на вокзал прибыл первый поезд из Ревеля, с этого времени вокзал стал называться Балтийским.
Современное здание вокзала построено в 1855—1858 годах архитектором А. И. Кракау. Прототипом вокзала послужил Восточный вокзал в Париже.
По бокам здания располагались двухэтажные флигели, левый предназначался для императорской семьи.
Перроны имеют стеклянное перекрытие, в витраже фасада установлены действующие поныне часы «Павел Буре».
В 1931—1932 годах Балтийский вокзал реконструирован.
Из-под купола здания убраны пути, боковые входы закрыты, центральный вход сделан на месте трехарочных окон.
Железнодорожная ветка вокзала до ст. Ораниенбаум-I была электрифицирована первой в Ленинграде и в январе 1933 года на станцию Лигово выехали пробные электросекции. Тогда напряжение в контактной сети на участке составляло всего 1,5 кВ постоянного тока. С того же 1933 года Балтийский вокзал принимает и отправляет только пригородные поезда и по объёму пассажиропотока пригородного сообщения входит в число крупнейших в России.
К левому крылу пристроен наземный вестибюль станции метро «Балтийская» (1955), закрывший несколько витражей светового зала и нарушивший симметрию фасада.
В 1967 году вокзал в составе участка Ленинград-Балтийский - Ораниенбаум-I был переведён на напряжение 3,3 кВ постоянного тока и с этого момента с него начали курсировать электропоезда серии ЭР1 и ЭР2.
С 15 мая 2001 года в связи с закрытием на реконструкцию расположенного неподалёку Варшавского вокзала - все электропоезда варшавского направления были переведены на плечи Балтийского вокзала, а поезда дальнего следования - на Витебский и Московский вокзалы.
В начале 2000-х годов вокзал был отреставрирован и в апреле 2003 года оснащён автоматической системой контроля оплаты проезда (турникетами).
До 13 декабря 2014 года вокзал не обслуживал поезда дальнего следования, только зимой 2009—2010 годов в связи со снежными заносами части путей Витебского вокзала некоторые поезда дальнего следования прибывали на Балтийский вокзал (например, из Риги). С 14 декабря 2014 года по 14 февраля 2015 года вокзал обслуживал поезд дальнего следования Санкт-Петербург—Таллин. С 4 августа 2018 года вокзал стал обслуживать поезда дальнего следования Санкт-Петербург — Псков, Санкт-Петербург — Печоры-Псковские.

## Катастрофа в 2002 году
11 ноября 2002 года около 10:30 электричка, проходившая ремонт в депо, неожиданно тронулась с места, набрала ход и на скорости 41 км/ч сошла с вокзального  окончания рельсов, разрушив имевшийся отбойник, и выскочила вверх двумя первыми вагонами на распределительную пассажирскую площадь перед  зданием вокзала. В результате происшествия под колёсами поезда на площади погибли четыре человека и пострадали ещё девять. В момент катастрофы пассажиров в самом поезде не было. В связи с происшествием вокзал был закрыт, на это время пригородные электропоезда отправлялись со станций Броневая и Ленинский Проспект.

По версии следствия, по поручению старшего мастера Бугаев и Шапичев отправились проводить подготовительные работы в электричке перед её обкаткой. Во время работы Бугаев заметил сломанный манометр и отсутствующий пульт радиостанции. Никого не предупредив, не поставив электричку на тормоз, Бугаев отправился в депо доложить об обнаруженных неисправностях. Шапичев же продолжал работу. По версии следствия, он соединил два провода не предусмотренной схемой перемычкой, замкнув цепь, в результате чего электропоезд с 10 вагонами двинулся к платформе, набирая скорость. Около 10 часов поезд со скоростью 41 километр в час выехал на распределительную площадку между платформами и зданием вокзала.
Виновными судом были признаны слесарь по ремонту подвижного состава локомотивного депо ТЧ-15 станции «Санкт-Петербург — Балтийская» Н. Шапичев и машинист Н. Бугаев, получившие 2 и 3 года колонии-поселения соответственно.

## Современность

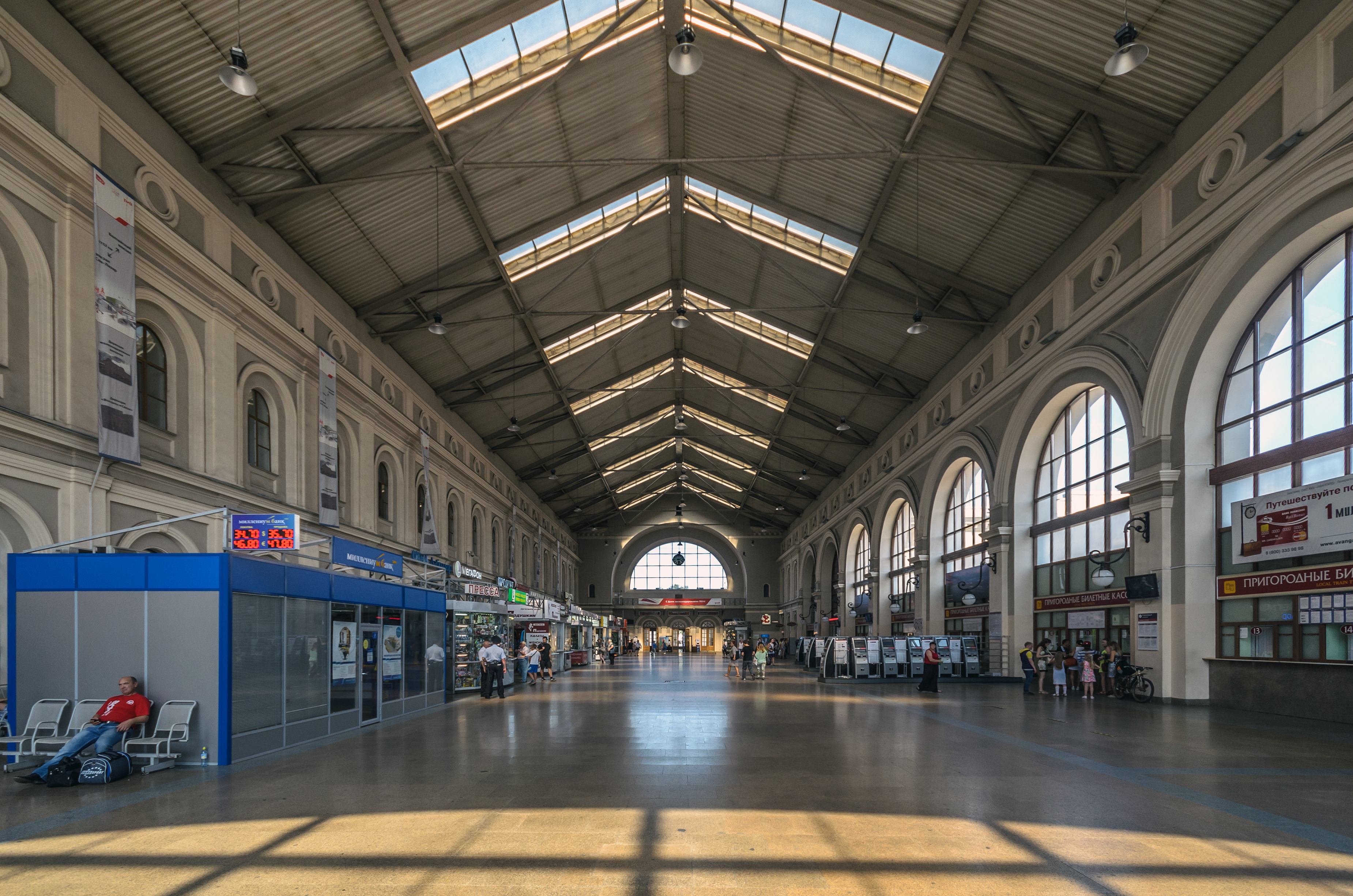
Световой зал вокзала

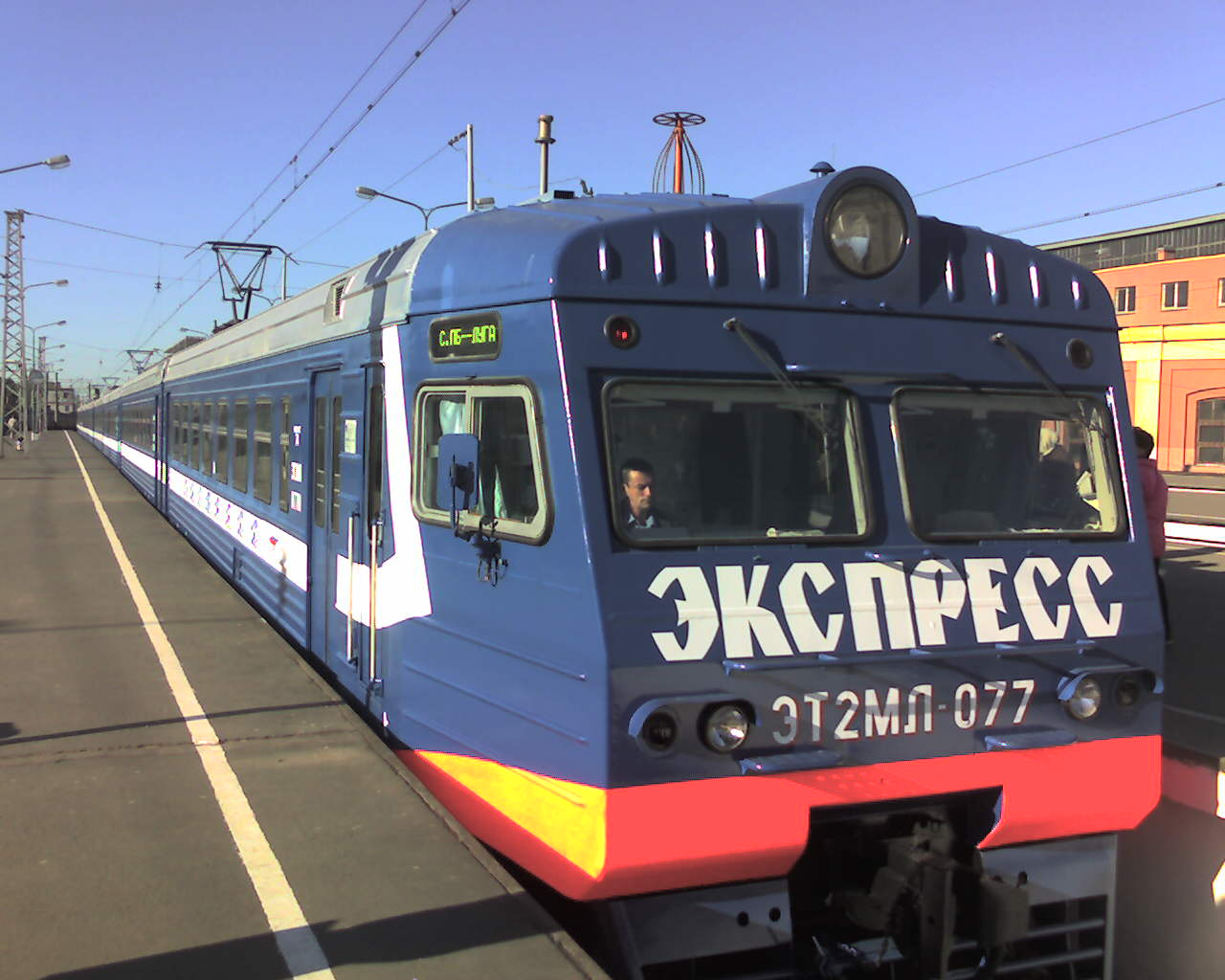
Электропоезд повышенной комфортности на Балтийском вокзале. 3 июня 2006 года.

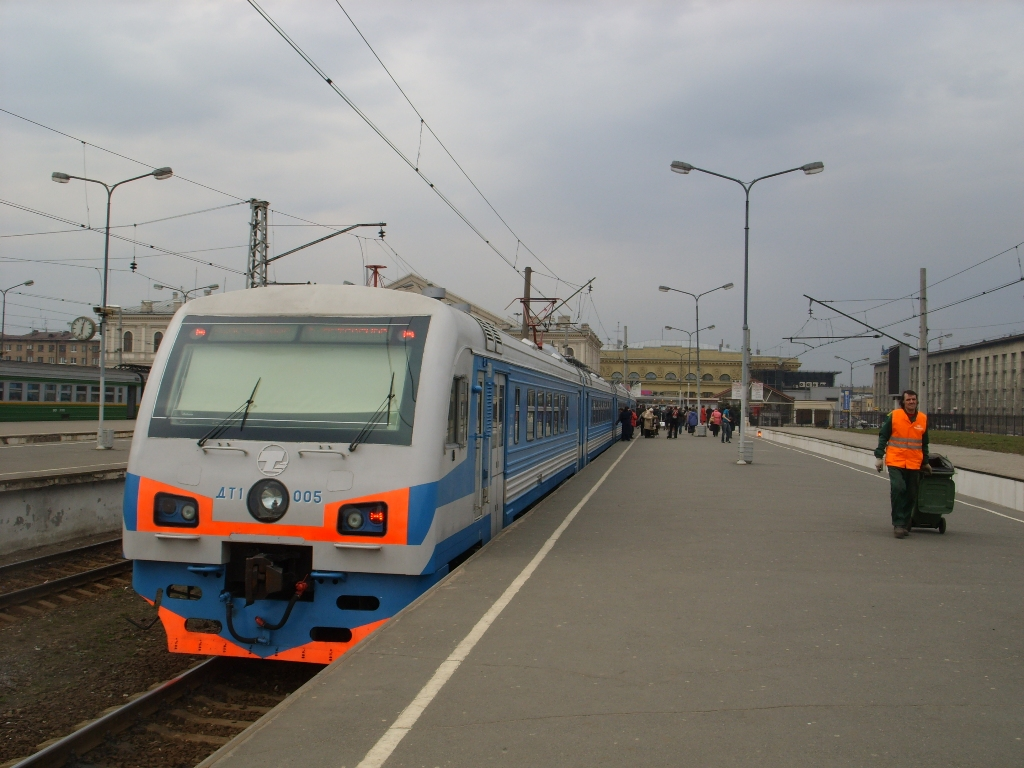
Дизель-электропоезд ДТ1 на Балтийском вокзале

С 1 июля 2007 года пассажирские перевозки по направлениям с Балтийского вокзала осуществляет ОАО «Северо-Западная пригородная пассажирская компания». Каждый час услугами Балтийского вокзала пользуются около 2,8 тыс. человек. По объёму пригородных пассажирских перевозок занимает второе место среди вокзалов Санкт-Петербурга и одно из первых в России. По состоянию на 2018 год вокзал обслуживает следующие направления:
- Санкт-Петербург — Новый Петергоф — Ораниенбаум I — Лебяжье — Калище
- Санкт-Петербург — Ораниенбаум I — Лебяжье — Краснофлотск (снят из-за недостатка пассажиропотока с января 2011 года, ветка Лебяжье — Краснофлотск частично разобрана)
- Санкт-Петербург — Красное Село — Пудость — Гатчина-Балтийская — Гатчина-Варшавская
- Санкт-Петербург — Гатчина-Варшавская — Сиверская — Строганово — Мшинская — Толмачёво — Луга I
- Санкт-Петербург — Гатчина-Варшавская — Луга I — Плюсса — Струги Красные — Псков
- Санкт-Петербург — Гатчина-Варшавская — Волосово — Веймарн — Кингисепп — Ивангород-Нарвский
- Санкт-Петербург — Гатчина-Варшавская — Волосово — Веймарн — Сланцы

| Круглогодичное обращение поездов | Круглогодичное обращение поездов | Круглогодичное обращение поездов | Круглогодичное обращение поездов | Круглогодичное обращение поездов |
| № поезда                         | Маршрут движения                 | № поезда                         | Маршрут движения                 | Обслуживание                     |
| -------------------------------- | -------------------------------- | -------------------------------- | -------------------------------- | -------------------------------- |
| 809 «Ласточка»                   | Санкт-Петербург — Псков          | 810 «Ласточка»                   | Псков — Санкт-Петербург          | ДОСС                             |
| 811 «Ласточка»                   | Санкт-Петербург — Псков          | 812 «Ласточка»                   | Псков — Санкт-Петербург          | ДОСС                             |
| 813 «Ласточка»                   | Санкт-Петербург — Псков          | 814 «Ласточка»                   | Псков — Санкт-Петербург          | ДОСС                             |